# Стилихон
Флавије Стилихон (лат. Flavius Stilicho; умро 22. августа 408. године) је био римски војсковођа вандалског порекла. Истакао се као старатељ малолетног цара Хонорија у чије име је све до своје смрти управљао Западним римским царством.
Стилихон је по оцу био Вандал са чином коњичког официра, али му је мајка била Римљанка. Верује се да је себе сматрао правим Римљанином, мада су његови противници стално истицали његово полуварварско порекло. Цар Теодосије I, за време чије владавине се и уздигао у римској војсци га је око 384. оженио својом братичином Сереном са којом је Стилихон добио сина Еухерија. Доцније је био један од источноримских војсковођа у бици на Фригиду 394. која је окончана Теодосијевим тријумфом и поразом западног узурпатора Евгенија. Теодосије је свог млађег сина Хонорија поставио за цара Западноримског царства али је убрзо умро 395. године. Стилихон је сада завладао Западом у име младог цара, тврдећи да му је Теодосије поверио на старање и старијег сина Аркадија, владара Источноримског царства. Тиме је отпочела борба између Стилихона и низа Аркадијевих цариградских саветника. Прилике су се искомпликовале када су се, након Теодосијеве смрти, Готи насељени у Тракији изјаснили да немају више да поштују савез који им је гарантовао преминули цар. Стилихон је 401. и 402. поразио Алариха и његове Визиготе и протерао их на Балкан, а 405. је код Фиренце погубио готског краља Радагајста. Ипак, да би одбио варваре од Италије, Стилихон је морао да повуче добар део војске из Британије и са Рајне. Тиме је римска Британија изгубљена 407, а у 31. децембра 406. племена Вандала, Алана и Свева су прешла Рајну и почела да пљачкају Галију. После читавог низа несрећа, римска војска у Павији се побунила 13. августа 408. на подстрек Стилихоновог ривала Олимпија. Официри верни Стилихону су побијени а он је натеран да се повуче у Равену. Ту је и погубљен 22. августа јер је одбио да употреби своје германске гардисте против царске војске која је дошла да изврши смртну пресуду због велеиздаје. Убрзо након тога погубљен је и његов син Еухерије. Његова смрт је изазвала огорчену борбу око власти и довела је до расула у западноримској војсци која ће олакшати визиготску окупацију и пљачку Рима 410. године.